# 格奥尔格·亥姆

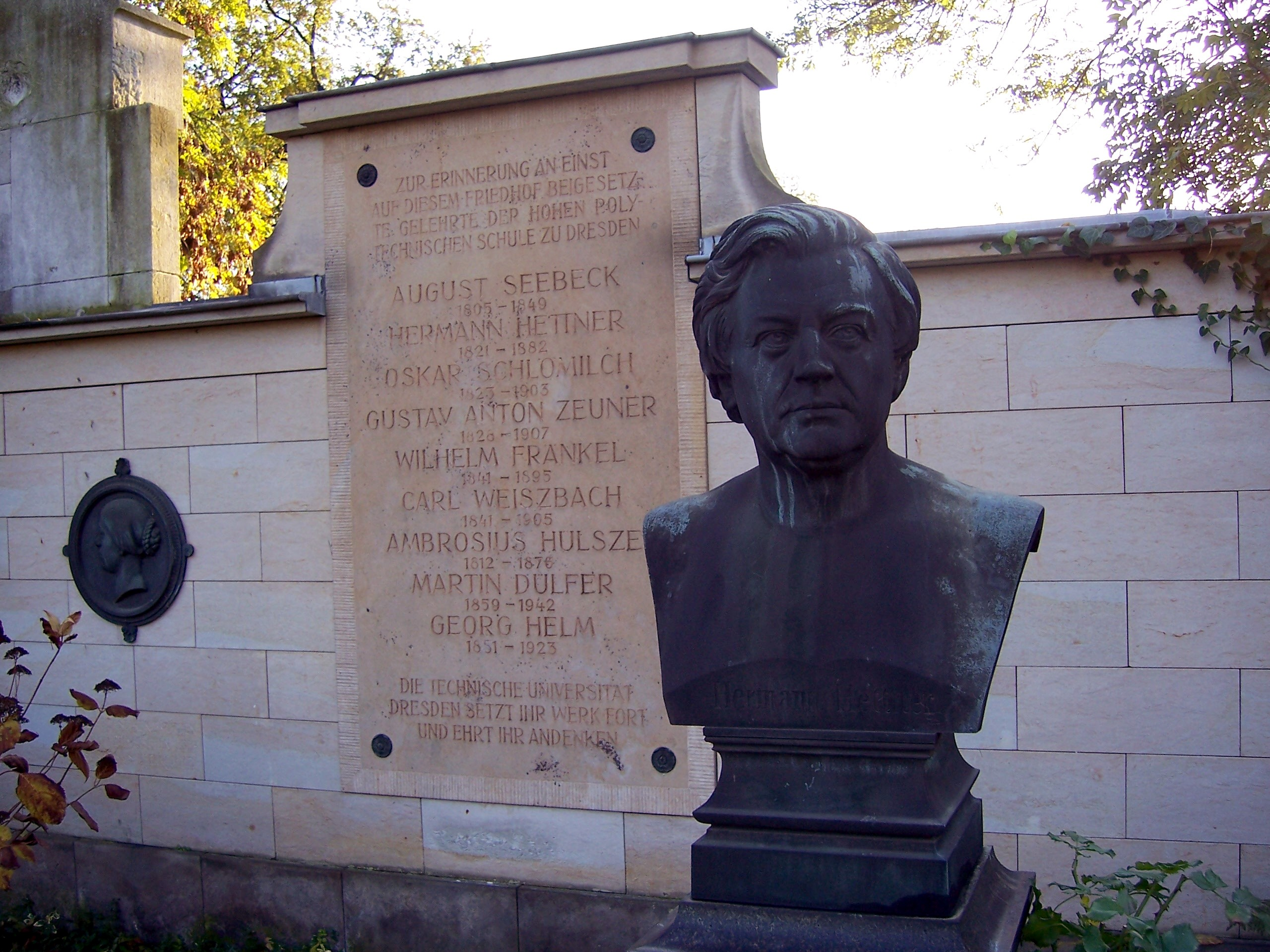
背景墙上为格奥尔格·亥姆的纪念碑（胸像是史学家和博物馆馆长赫尔曼·黑特纳）

格奥尔格·F·亥姆（德語：Georg Ferdinand Helm，德語：[haɪm]，1851年3月15日—1923年9月13日）是一位德国数学家，是“数理化学”一词的发明者。
亥姆1851年出生于德累斯顿，1867年毕业于Annenschule高中，之后在德累斯顿工业大学学习数学和自然科学，1871至1873年在李比希和柏林的大学学习，之后回母校任教。